# I Am from Austria (Lied)
I Am from Austria (deutsch Ich bin aus Österreich) ist ein Lied von Rainhard Fendrich aus dem Jahr 1989, das dem Austropop zuzuordnen ist. Das Lied gilt neben dem Radetzky-Marsch und dem Walzer An der schönen blauen Donau auch als eine der inoffiziellen Bundeshymnen der Republik Österreich.

## Entstehung
In einem Interview für die Kleine Zeitung im Februar 2015 erzählte Fendrich, dass das Lied „aus einem ehrlichen Gefühl des Heimwehs heraus“ entstanden sei. Er befand sich 1989 in seinem Haus in Florida (USA) und musste miterleben, wie sich seine österreichischen Nachbarn aus Scham rund um die Waldheim-Affäre als Schweizer ausgaben. Das Video zum Lied wurde 1990 auf dem höchsten Berg Österreichs, dem Großglockner, gedreht.
Im Dezember 2011 wurde das Lied in der ORF-Sendung Österreich wählt zum beliebtesten Austropop-Song gewählt. 2017 wurde das Lied auf Ö3 bei Der Song deines Lebens (Die 1.000 Lieblingshits aus 50 Jahren) auf den ersten Platz gewählt.
In einem weiteren Interview im Oktober 2016, das Fendrich der Zeitschrift News gab, sagte er, dass er I Am from Austria aus zwei Gefühlen heraus geschrieben habe: „Ich wollte einerseits nicht ertragen, dass Österreich im Ausland – ich glaube, das war sogar noch vor der Waldheim-Affäre – dieses Nazi-Image hat. Das hat mir wehgetan. Und es war andererseits auch ein Heimwehgefühl dabei; eigentlich wollte ich eine Art Crossover-Volkslied schreiben. Es ist ja auch kein unkritisches Lied. Insofern verwahre ich mich gegen den Ausdruck ‚zweite Bundeshymne‘, weil es dafür zu kritisch ist. Eine Hymne ist immer eine kritiklose Bewunderung für das Land, aus dem man kommt.“
Im September 2017 erschien das Musical I Am from Austria, das auf mehreren Titeln von Fendrich basiert.
Während der COVID-19-Pandemie entschied die Wiener Polizei 2020, das Lied täglich um 18 Uhr aus den Lautsprechern ihrer Streifenwagen erklingen zu lassen; zum Dank an die Bürger, die sich der Pandemie entsprechend verhalten. Das Stück wurde ebenso jeden Tag um diese Zeit auf Radio Wien gespielt. Fendrich kommentierte diese Nutzung folgendermaßen: „Ich bin sprachlos, aber wenn mein Lied dazu beitragen kann, dass die Solidarität gestärkt wird, dann wird ‚I am from Austria‘ endlich so verstanden, wie ich es gemeint habe. Nämlich, dass Österreich zusammensteht, wenn es darauf ankommt.“
Während der Fußball-EM 2024 avancierte das Lied nicht nur zur Fanhymne, sondern laut Team-Chef Ralf Rangnick auch zu einer Motivationsspritze für das Team; er selbst habe „Gänsehaut, wenn die Mannschaft in der Kurve steht und dieses Lied kommt“. Fendrich selbst zeigte sich erfreut: „Es ist mir eine große Ehre, dass dieses Lied so leidenschaftlich von den Fans gesungen wird und somit unsere Nationalmannschaft unterstützt“.

## Charts
Der Song erreichte Platz sechs der österreichischen Singlecharts und war 20 Wochen platziert. Im Zuge der Fußball-EM 2024 erreichte das Lied sogar Platz 3 der iTunes-Charts.